# Kotnowo (gromada)
Kotnowo – dawna gromada, czyli najmniejsza jednostka podziału terytorialnego Polskiej Rzeczypospolitej Ludowej w latach 1954–1972.
Gromady, z gromadzkimi radami narodowymi (GRN) jako organami władzy najniższego stopnia na wsi, funkcjonowały od reformy reorganizującej administrację wiejską przeprowadzonej jesienią 1954 do momentu ich zniesienia z dniem 1 stycznia 1973, tym samym wypierając organizację gminną w latach 1954–1972.
Gromadę Kotnowo z siedzibą GRN w Kotnowie utworzono – jako jedną z 8759 gromad na obszarze Polski – w powiecie chełmińskim w woj. bydgoskim, na mocy uchwały nr 24/4 WRN w Bydgoszczy z dnia 5 października 1954. W skład jednostki weszły obszary dotychczasowych gromad Kotnowo, Dąbrówka i Wieldządz ze zniesionej gminy Płąchawy w tymże powiecie. Dla gromady ustalono 19 członków gromadzkiej rady narodowej.
1 stycznia 1956 gromadę włączono do powiatu wąbrzeskiego w tymże województwie.
Gromadę zniesiono 1 stycznia 1958, a jej obszar włączono do gromad Błędowo (wieś Dąbrówka), Płużnica (wieś Kotnowo) i Nowawieś Królewska (wieś Wieldządz) w tymże powiecie.